# Багнянські старожитності
Багня́нські старожи́тності — геологічна пам'ятка природи місцевого значення в Україні. Розташована в межах Вижницького району Чернівецької області, на південь від села Багна. 
Площа 60 га. Статус надано згідно з рішенням 20-ї сесії Чернівецької обласної ради IV скликання від 28.04.2005 року, № 66-20/05. Перебуває у віданні ДП «Берегометське лісомисливське господарство» (Іспаське л-во, кв. 1, вид. 22—25, 31—34). 
Статус надано з метою збереження скельних виходів на денну поверхню конгломератів поляницької світи. На скелях виявлено солярні знаки дохристиянського часу (рештки язичницького святилища). Скелі розташовані на північно-східних схилах гірського масиву Покутсько-Буковинські Карпати; мають важливе науково-пізнавальне та естетичне значення.